# Didier Roche
Didier Roche est un entrepreneur français, né le 16 janvier 1971 et aveugle depuis son enfance.

## Biographie
Didier Roche est né à Chartres en 1971 et perd la vue par accident à l'âge de 6 ans. Il passe une partie de sa scolarité à l'Institut national des jeunes aveugles où il se lie d'amitié avec le journaliste Julien Prunet[source insuffisante] puis obtient une maîtrise d'intelligence artificielle.
En 1992, Didier Roche devient administrateur de l'association Paul Guinot dont il assume la vice-présidence pendant plusieurs années.
En 1995, il crée à l'âge de 24 ans sa première entreprise, Itack, spécialisée dans les biens et services pour aveugles et handicapés visuels. Il la revend par la suite pour cofonder une nouvelle entreprise de conseil et reste salarié à mi-temps d'une mutuelle.
Dans les années 2000, il est le fondateur du projet "Eurovision France" qui vise à former plus de 65 000 déficients visuels à l'euro.
En 2001, il est membre fondateur de la radio Euro-FM destinée aux personnes en situation de handicap, qui deviendra ensuite Vivre FM.
En 2004, il devient président fondateur d'une des attractions phare du Futuroscope "Les Yeux Grands Fermés". La même année Didier Roche est l'un des cofondateurs du groupe Ethik Investment (il en est le directeur général). Ce groupe fondé par Édouard de Broglie a créé et développé la chaine des restaurants de Dans le Noir ? où les clients dînent dans l'obscurité, guidés et servis par des aveugles. Ces restaurants ouvrent dans plusieurs villes (Paris, Londres, Barcelone, Madrid ou encore Saint-Pétersbourg).
Il crée également au sein du groupe Ethik Investment les spas Dans le Noir ?
Il crée en 2008 l'Union professionnelle des travailleurs indépendants handicapés destinée à plus de 70 000 personnes en France vivant dans cette situation ; il en est l'actuel président.
En 2011, Didier Roche crée, au sein du groupe Ethik Investment, l'institut d’esthétique et de bien-être Spa Dans le Noir ? où les esthéticiennes sont aveugles et handicapées visuelles,.
Il s'attache au développement d'Ethik Invesment « premier groupe international indépendant dont près de 50 % du personnel sera en situation de handicap lourd sans appartenir au milieu protégé. Et les personnes handicapées sont à tous les niveaux de l’entreprise. Du guide serveur à la Direction Générale ! »[source insuffisante]
Le 27 mars 2017, à l'occasion du Salon Handicap Emploi & Achats Responsables, il intervient sur le plateau d'Isabelle Moreau en compagnie de Michael Jeremiasz pour aborder la place du handicap dans l'emploi.